# Ceroplesis bicincta
Ceroplesis bicincta es una especie de escarabajo longicornio del género Ceroplesis, subfamilia Lamiinae. Fue descrita científicamente por Fabricius en 1798.
Se distribuye por Angola, Kenia, Namibia, República Democrática del Congo, Tanzania y República Sudafricana. Mide 20-30 milímetros de longitud. El período de vuelo de esta especie ocurre en los meses de enero, marzo, abril y noviembre.
Parte de la dieta de Ceroplesis bicincta se compone de plantas de la familia Apocynaceae y subfamilia Sterculioideae.